# Pamela K. Chen
Pamela Ki Mai Chen (Chicago, Illinois, 30 de març de 1961), més coneguda com a Pamela K. Chen, és Jutge del Tribunal de Districte dels Estats Units per al Districte Oriental de Nova York (EDNY).
Filla d'immigrants xinesos, Chen va ser la segona xinesa estatunidenca en arribar a jutgessa federal.
El 1983, Pamela K. Chen es va llicenciar en art per la Universitat de Michigan i, el 1986, es va doctorar en dret al Georgetown University Law Center.
Entre 1986 i 1991, Chen va exercir l'advocacia privada com associada als bufets Arnold & Palmer i Asbill, Junkin, Myers & Buffone.
Entre 1992 i 2013, va exercir diversos càrrecs al Departament de Justícia dels Estats Units: advocada adjunta al Districte Oriental de Nova York, advocada principal de judici, cap de la unitat de contenció dels drets civils, sotsdirectora de la secció d'integritat pública i cap de la secció de drets civils,
El 2 d'agost de 2012, Pamela K. Chen va ser nomenada per Barack Obama per a cobrir la vacant del jutge Raymond J. Dearie al Tribunal de Districte dels Estats Units per al Districte Oriental de Nova York. La seva candidatura havia estat recomanada pel senador Chuck Schumer.
Chen va ser qualificada per unanimitat per l'American Bar Association i, el 9 de setembre de 2012, el Comitè Judicial del Senat va celebrar una audiència sobre la seva candidatura i la va informar favorablement per unanimitat el 6 de desembre de 2012.
El 4 de març de 2013, el Senat dels Estats Units va confirmar, també per unanimitat, a Pamela Ki Mai Chen per al Tribunal de Districte dels Estats Units del Districte Oriental de Nova York.
Pamela K. Chen va ser la primera asiàtica estatunidenca, obertament homosexual, en accedir al càrrec de jutgessa d'un tribunal federal dels Estats Units.
El 2015, al seu tribunal li va correspondre jutjar els encausats en l'escàndol de corrupció conegut com a Cas Fifagate.